# Pastor de Brie
El Pastor de Brie pertenece a una de las razas de perros franceses más antiguas y es mencionado por primera vez en 1809, así que, como todos los perros europeos, posee una larga historia. Evolucionó en la región de Brie y fue conocido como raza a finales del siglo antepasado, cuando el cinólogo P. Ménguin lo diferenció del pastor de Beauce. (El briard tiene el pelo largo y el Beauceron lo tiene corto).
Perfil comportamental de la raza de perro pastor de brie 
El perro de raza pastor de brie es básicamente un perro de trabajo, aunque en la actualidad también es un perro de compañía. El pastor de brie ha sido utilizado tanto como perro pastor como también animal de guardia y defensa, salvamento e incluso, aunque con mucha menos frecuencia, como perro lazarillo. Como ejemplo de su capacidad de trabajo basta mencionar su eficiencia para pastoreo: aquellos que lo utilizan afirman que dos o tres pastores de brie alcanzan para controlar entre 500 y 700 animales.
Como perro de guardia y defensa, los ejemplares de raza pastor de brie suelen estar siempre atentos a lo que sucede a su alrededor y dispuestos a entrar en acción en caso de que el hogar bajo su cuidado sea invadido por alguien desconocido.
Si bien es un perro rústico, enérgico y bastante obstinado también es inteligente, alegre y muy sensible. Por tales motivos, si bien estos perros necesitan de una educación sistemática para lograr una convivencia en armonía también tienen una gran necesidad de vivir en un medio familiar con una adecuada dosis de afecto.

## Origen e historia
Se cree que su origen se remonta hacia el año mil, y que ya Carlomagno criaba «Bergers de Brie». Fue extendiéndose por toda Francia desde Brie, aunque el animal probablemente no provenga de esa localidad, con apenas cambios a través de los siglos, hasta que se presentó públicamente en la exposición de París.
Tras el "Paris dog show" de 1863, aumentó su popularidad, en gran parte debido a la mejora en la apariencia de animal logrado por cruzas con el Beauceron y el Barbet.
Este antiguo guardián de ovejas y pastor también ha sido utilizado por la Armada Francesa como centinela, mensajero y en la búsqueda de soldados heridos a causa de su fino sentido del oído y de su sexto sentido por el cual daba prioridad a los más graves. Fueron utilizados en la Primera Guerra Mundial hasta acercarlos a la extinción. Esta raza aún se utiliza como guardián y pastora de rebaños, así como también como animal de compañía.
Actualmente la población de Pastores de Brie se está recuperando lentamente. Se cree que esta raza está relacionada con la Berger Picard.

## Apariencia
Perro de aspecto rústico pero proporcionado, con el pelo como el de la cabra y abundante en la cara. Mide unos 55 a 65 centímetros de altura hasta la cruz. No se lava ni se esquila, siendo un cepillado con cepillo duro el poco cuidado que necesita su pelaje, que puede ser de todos los colores excepto blanco.

## Imágenes

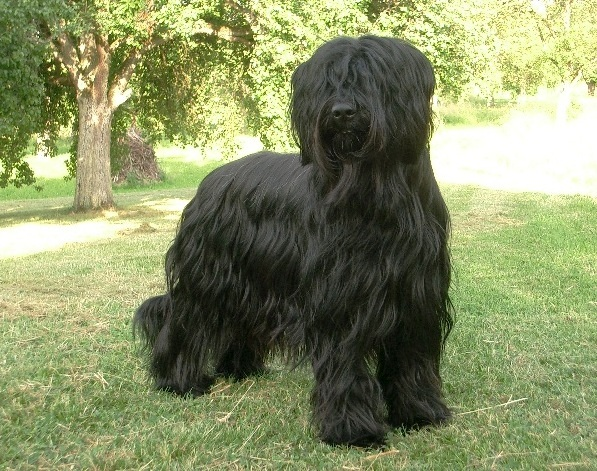
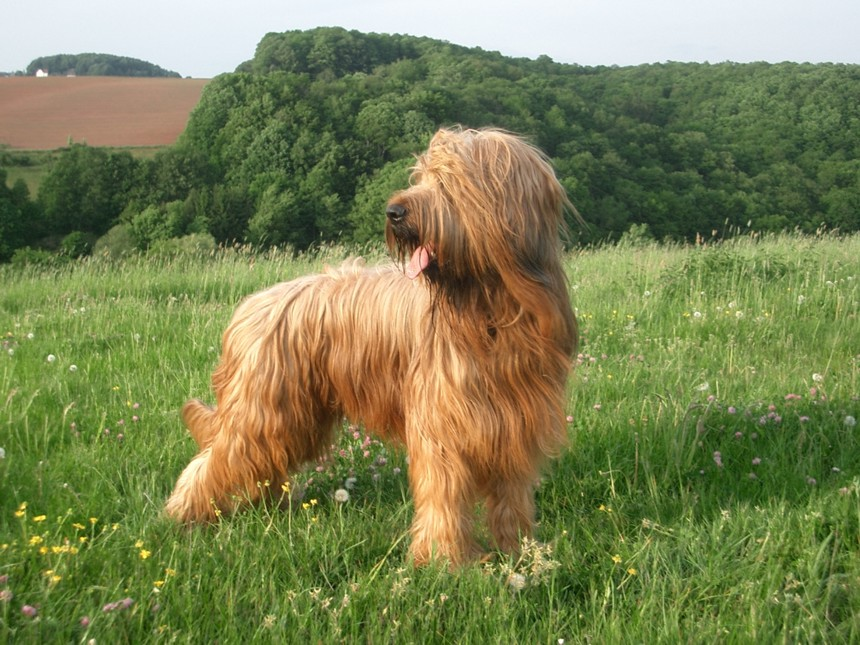
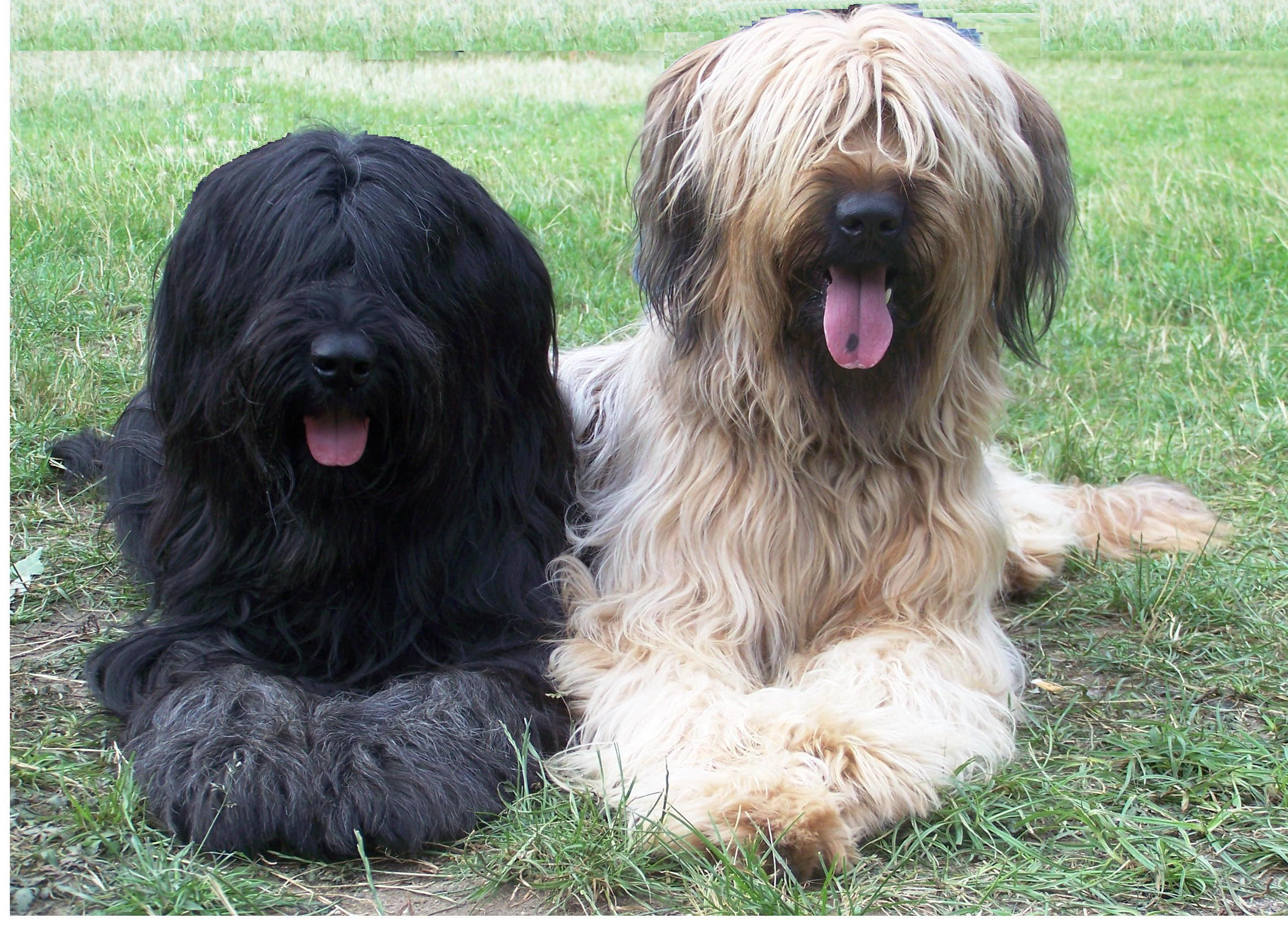
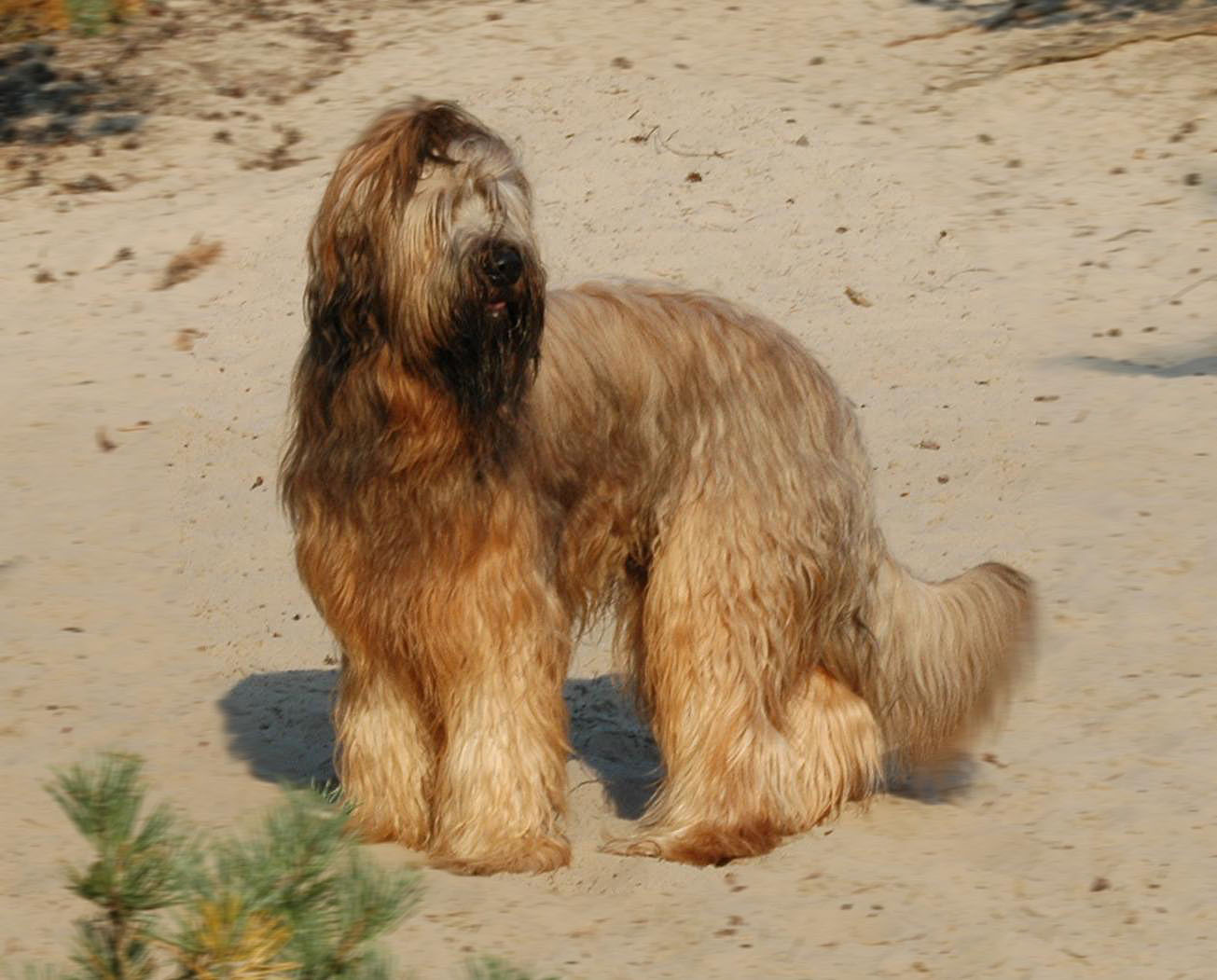
Con orejas negras
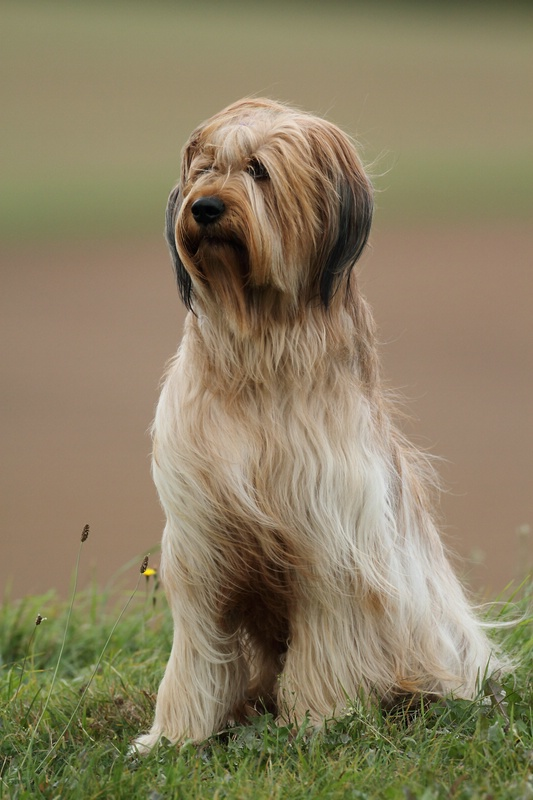
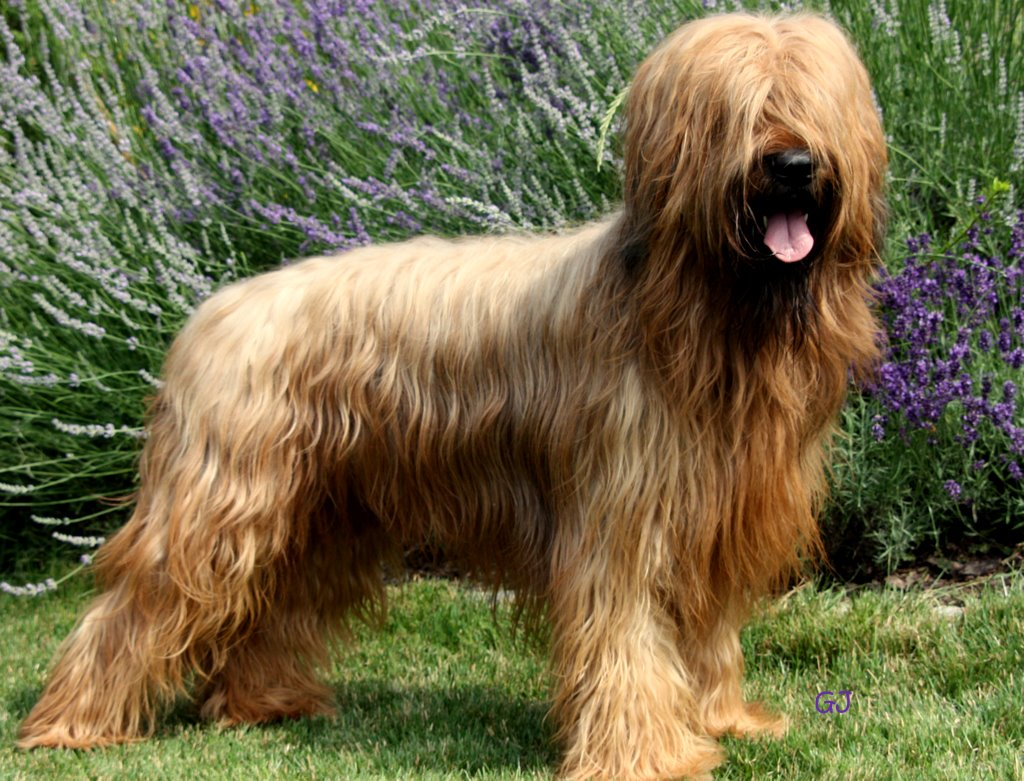
Adulto
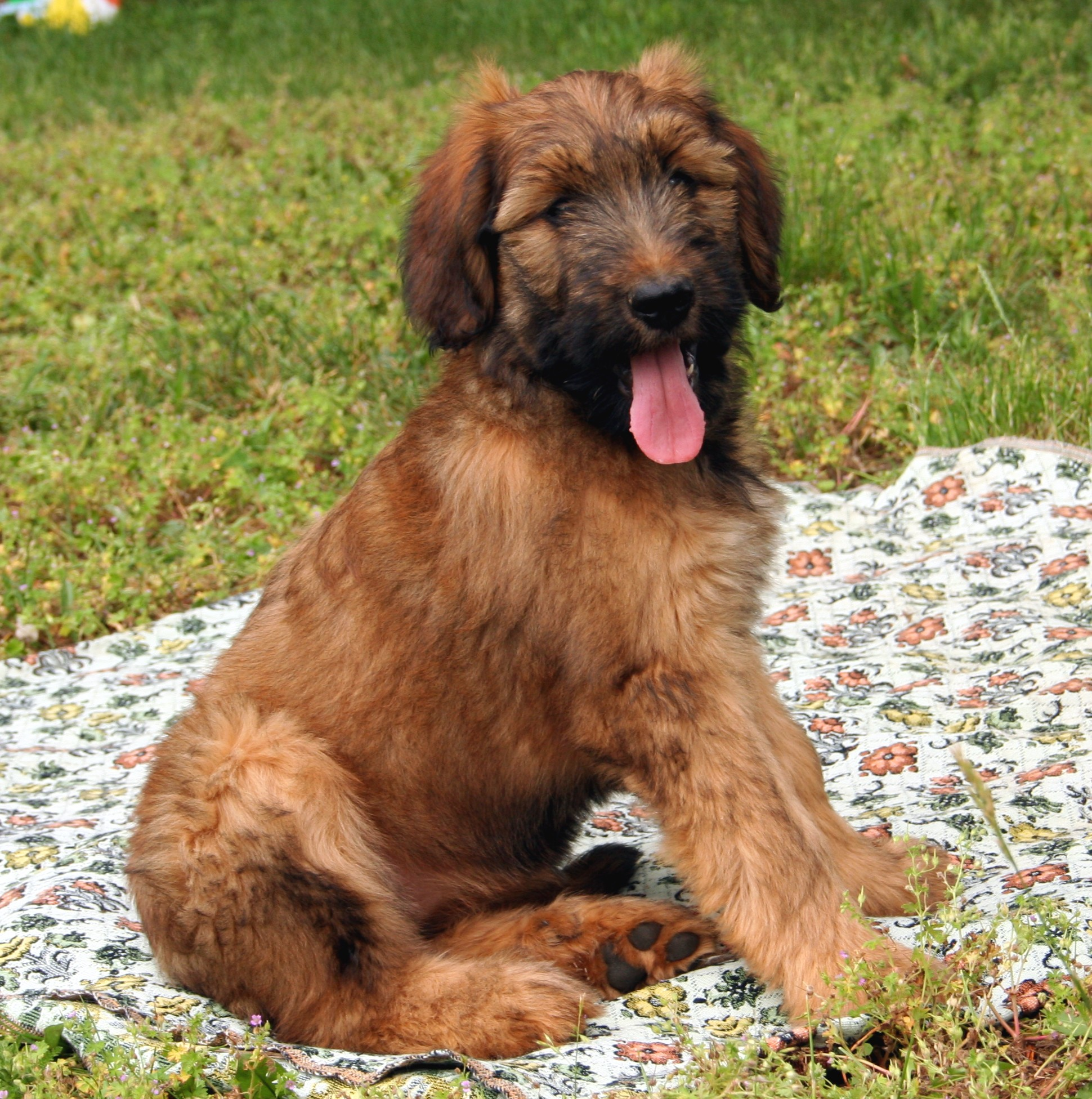
Cachorro
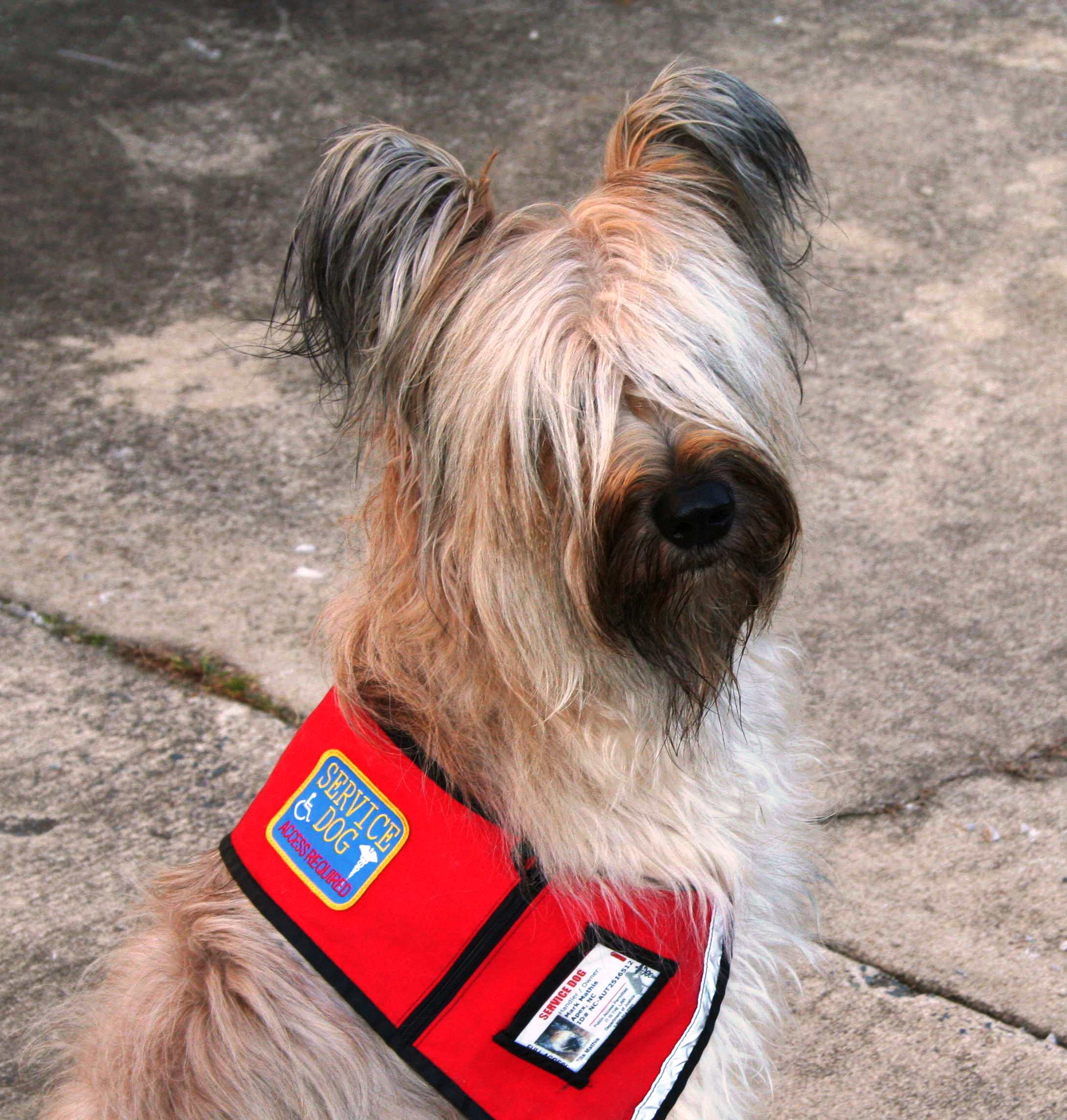
Como Perro de asistencia
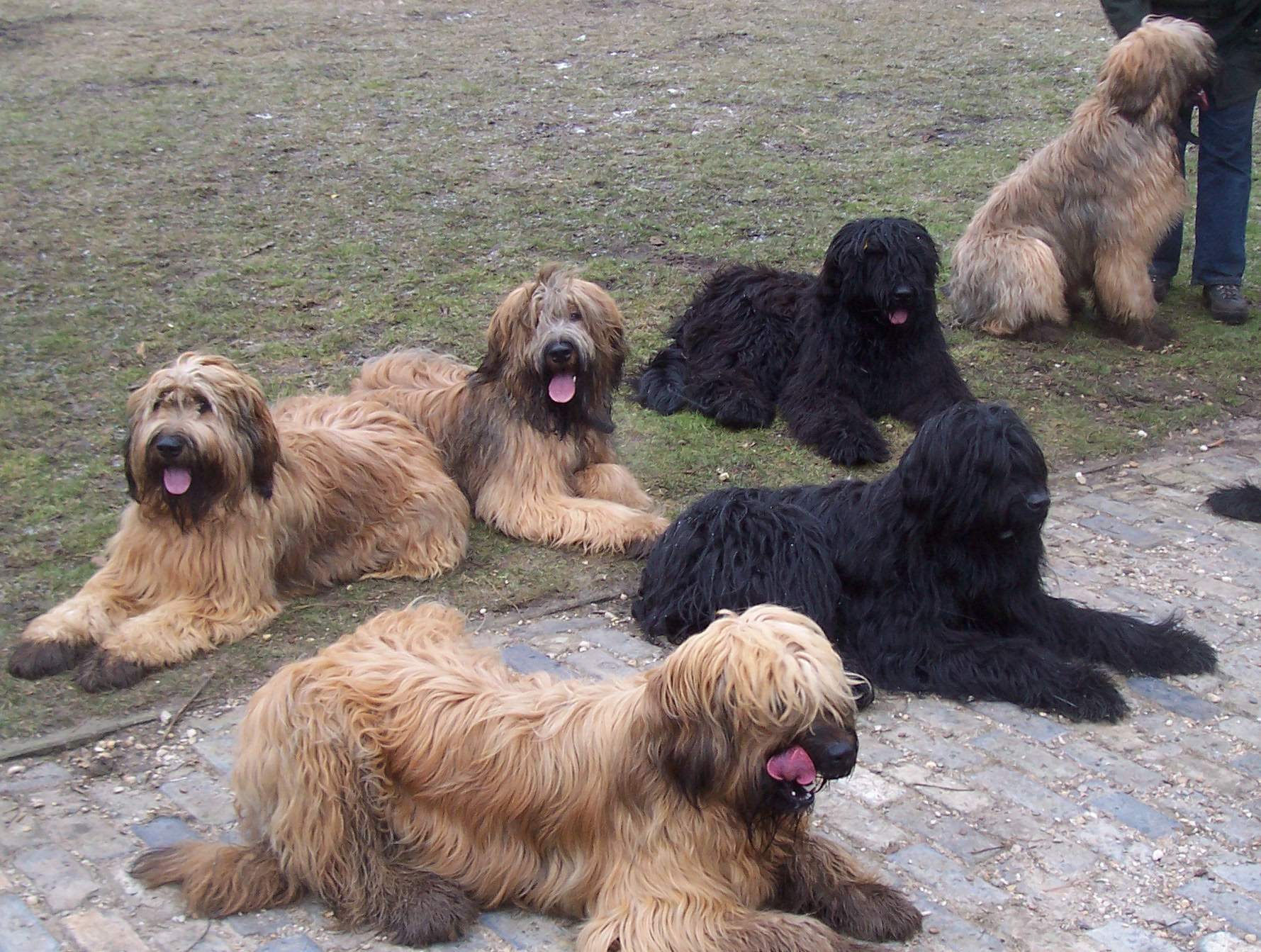
Briards